# Dmitri Konysjev

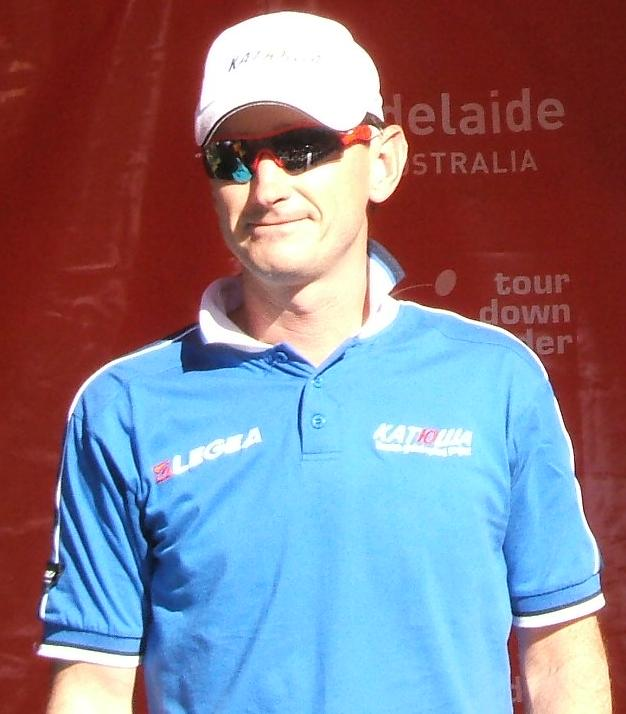
Dmitri Konysjev

Dmitri Borisovitsj Konysjev (Russisch: Дмитрий Борисович Конышев) (Gorki, 8 februari 1966) is een voormalig Russisch wielrenner.

## Carrière
Konysjev was een allrounder. Zo won hij in de Ronde van Italië 1997 het intergiroklassement bij de ZG Mobili-ploeg en in de Ronde van Italië 2000 het puntenklassement bij de Fassa Bortolo-ploeg. Over het algemeen won hij zowel vier etappes in de Ronde van Italië als in de Ronde van Frankrijk. Daartegenover staat ook één etappezege in de Ronde van Spanje.
Voornamelijk in zijn beginjaren was Konysjev een sterk eendagsrenner die op alle terreinen goed uit de voeten kon. Met name in het klassieke voorjaar was hij veelal in de eerste regionen van de uitslagen te vinden. In 1992 werd Konysjev derde in de Amstel Gold Race toen deze nog werd gereden van Heerlen naar Maastricht. Konysjev, die bij het Nederlandse TVM reed, eindigde achter de Duitser Olaf Ludwig en de Belg Johan Museeuw. Het was zowaar een pelotonsspurt met meer dan vijftig renners.
Konysjev was een van de eerste Sovjet-Russische wielrenners met een proflicentie. De Rus had een sterke eindsprint, een eigenschap die hij optimaal benutte in de etappes die hij won in alle drie de Grote Rondes. Het wereldkampioenschap was zijn favoriete wedstrijd. Hij won zilver in 1989 en brons in 1992. Tevens werd hij drie keer nationaal kampioen.

## Later leven
Na een zeer lange carrière stopte Konysjev op zijn veertigste met wielrennen en werd ploegleider van onder meer het Russische Katjoesja.
Zijn zoon Alexander (1998) stapte in 2020 in de voetsporen van zijn vader en werd ook profwielrenner.

## Belangrijkste overwinningen
1986
- 14e etappe Coors Classic

1987
- 7e etappe Ronde van de Toekomst
- Gran Premio della Liberazione
- Giro delle Regioni
- Ronde van Oostenrijk

1988
- Eindklassement Baby Giro

1989
- 2e etappe Wielerweek van Bergamo
- Ronde van Emilië
- Coppa Agostoni

1990
- Sovjet-Russisch kampioenschap op de weg
- 17e etappe Ronde van Frankrijk
- GP Industria & Artigianato-Larciano

1991
- 19e etappe Ronde van Frankrijk
- 22e etappe Ronde van Frankrijk
- 3e etappe Tirreno-Adriatico

1992
- 6e etappe Ronde van Asturië

1993
- 6e etappe Ronde van Italië
- 13e etappe Ronde van Italië
- Russisch kampioenschap op de weg

1994
- 1e etappe Ronde van Nederland

1995
- Ronde van Friuli

1996
- 1e etappe Hofbrau Cup
- 4e etappe Hofbrau Cup
- Eindklassement Hofbrau Cup
- 18e etappe Ronde van Spanje

1997
- 6e etappe Tirreno-Adriatico
- GP van Wallonië
- 4e etappe Ronde van Murcia
- 9e etappe Ronde van Italië
- 6e etappe Ronde van Polen

1998
- 4e etappe Ronde van Valencia

1999
- 14e etappe Ronde van Frankrijk
- GP Fourmies
- Coppa Sabatini

2000
- 6e etappe Ronde van Italië
- Puntenklassement Ronde van Italië
- Ronde van Romagna

2001
- 5e etappe Ronde van Zwitserland
- Russisch kampioenschap op de weg
- Coppa Sabatini
- Ronde van Campanië

2004
- 4e etappe Euskal Bizikleta
- Ronde van het Meer van Genève

2005
- 1e etappe Ronde van Asturië

## Resultaten in voornaamste wedstrijden
| Jaar | Ronde van Italië | Ronde van Frankrijk | Ronde van Spanje |
| ---- | ---------------- | ------------------- | ---------------- |
| 1989 | opgave           |                     |                  |
| 1990 | 30e              | 25e (1)             |                  |
| 1991 |                  | 52e (2)             | opgave           |
| 1992 |                  | opgave              | opgave           |
| 1993 | 26e (2)          |                     |                  |
| 1994 | opgave           |                     |                  |
| 1995 | opgave           | opgave              |                  |
| 1996 | opgave           |                     | 35e (1)          |
| 1997 | 37e (1)          |                     |                  |
| 1998 | 51e              | opgave              |                  |
| 1999 |                  | 62e (1)             |                  |
| 2000 | 57e (1)          |                     |                  |
| 2001 | 75e              |                     |                  |
| 2002 | 103e             |                     |                  |
| 2003 |                  |                     |                  |
| 2004 |                  |                     |                  |

| Jaar | Milaan-San Remo | Ronde van Vlaanderen | Parijs-Roubaix | Amstel Gold Race | Luik-Bast.‑Luik | Ronde van Lombardije | Gent-Wevelgem | Waalse Pijl |  | WK op de weg |  | Wereldranglijsten |
| ---- | --------------- | -------------------- | -------------- | ---------------- | --------------- | -------------------- | ------------- | ----------- |  | ------------ |  | ----------------- |
| 1989 |                 |                      |                |                  |                 |                      |               |             |  | ↑            |  |                   |
| 1990 |                 |                      |                |                  |                 |                      | 8e            |             |  | 30e          |  |                   |
| 1991 |                 | 26e                  |                | 77e              |                 |                      |               | 5e          |  |              |  |                   |
| 1992 | 84e             | 16e                  |                | ↑                | 26e             |                      |               | 44e         |  | ↑            |  |                   |
| 1993 | 96e             | 24e                  |                |                  | 33e             | 9e                   |               | 34e         |  | 50e          |  |                   |
| 1994 | 11e             | 12e                  | 37e            | 12e              |                 | 4e                   | 7e            | 40e         |  | 5e           |  | 12e (UWB)         |
| 1995 | 7e              |                      |                |                  | 20e             | 19e                  | 12e           | 14e         |  | 7e           |  |                   |
| 1996 |                 |                      |                |                  |                 | 12e                  |               |             |  |              |  |                   |
| 1997 | 24e             | 27e                  |                |                  | 52e             |                      |               | 90e         |  |              |  |                   |
| 1998 | 89e             |                      |                |                  |                 |                      |               |             |  |              |  |                   |
| 1999 |                 |                      |                | 37e              |                 | 5e                   |               |             |  | 9e           |  |                   |
| 2000 | 20e             | 13e                  | 25e            | 48e              | 70e             |                      |               |             |  |              |  |                   |
| 2001 | 120e            |                      |                |                  |                 |                      |               |             |  |              |  |                   |
| 2002 | 82e             | 41e                  |                |                  |                 |                      | 26e           |             |  | 19e          |  |                   |
| 2003 |                 |                      |                |                  |                 |                      |               |             |  | 14e          |  |                   |
| 2004 |                 |                      |                |                  |                 |                      |               |             |  | 25e          |  |                   |

## Ploegen
- 1989 - Alfa Lum-STM
- 1990 - Alfa Lum
- 1991 - TVM-Sanyo
- 1992 - TVM-Sanyo
- 1993 - Jolly Componibili-Club 88
- 1994 - Jolly Componibili-Cage 1994
- 1995 - Aki-Gipiemme
- 1996 - Aki-Gipiemme
- 1997 - Roslotto-ZG Mobili
- 1998 - Mercatone Uno-Bianchi
- 1999 - Mercatone Uno-Bianchi
- 2000 - Fassa Bortolo
- 2001 - Fassa Bortolo
- 2002 - Fassa Bortolo
- 2003 - Marlux-Wincor-Nixdorf
- 2004 - Team LPR-Piacenza Management SRL
- 2005 - Team LPR-Piacenza
- 2006 - Team LPR